# Serra do Corvo Branco
A serra do Corvo Branco é parte das serras catarinense e gaúcha que, na realidade, são subdivisões da formação rochosa que tem origem no Paraguai e corta os três estados da Região Sul do Brasil, indo na direção do Uruguai e Argentina, dividindo o litoral do interior de Santa Catarina - a cadeia rochosa denominada Serra Geral.
A serra do Corvo Branco está localizada no sul do estado de Santa Catarina, pela qual passa a rodovia estadual SC-370, estrada que liga os municípios de Urubici e Grão-Pará, por cerca de 56,5 km, sendo que a diferença de altitude entre as duas cidades é de 805 metros (Grão-Pará 110 m e Urubici 915 m acima do nível do mar).
A serra do Corvo Branco está localizada dentro dos limites do município de Grão-Pará, segundo os marcos e limites do estado de Santa Catarina.
A serra recebe este nome devido a uma ave de rara beleza, conhecida como Urubu-rei. Esta ave, de plumagem branca e alguns detalhes coloridos, desconhecida pelos habitantes locais, foi apelidada erroneamente de corvo, originando o nome Corvo Branco.

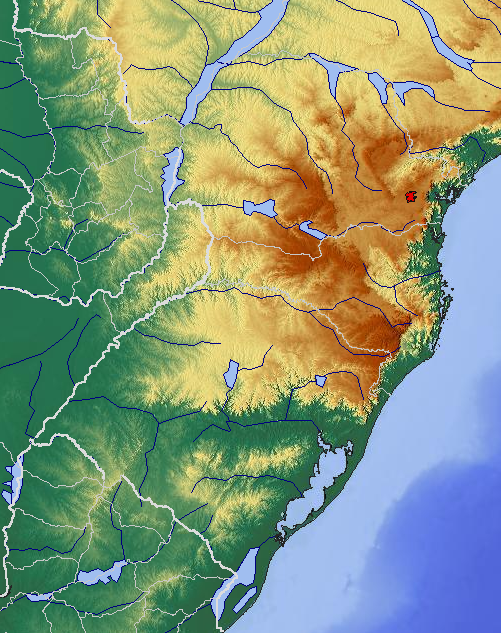
Mapa geomorfológico do Sul do Brasil
Município de Grão-Pará no estado de Santa Catarina